# 装鬼兵M.D.ガイスト
『装鬼兵MDガイスト』（そうきへいMDがいすと、正確には『装鬼兵M.D.ガイスト』）とは、1986年に製作・販売された日本のOVAである。発売当時は「ビリオンバスターシリーズ」と銘打たれていた。
OVAがビルボードTOP40にランクインするなどアメリカでの作品の人気が高く、1995年にはディレクターズカットを収録した完璧版、続編『M.D.ガイスト2 DEATH FORCE』が作られ、2003年と2009年にはアメリカでDVDがリリースされた。

## 概要
制作のプロダクション・ウェイブ初の自社制作作品として社運を懸けた作品であったが、監督を依頼されたグループ・タックの池田はやとは最後まで現場に現れず、結局、同じく社外人で企画の中心である原案の大畑晃一と演出の根岸弘が実質監督を務めた。
大畑にとって監督としての仕事は本作が初めてであり、「自分はアニメブームの最盛期のお尻のほうから仕事をスタートしたので、いろんなフラストレーションがありまして、『ガイスト』はそのフラストレーションによって作られた作品ですね（笑）。」と2019年のインタビューの中で振り返っている。
葦プロダクションから独立して設立されたウェイブは、葦プロをメインに下請けが主な現場であり、当時はまだ作画スタッフが未成熟な体制であったため原動画の大半を外部スタッフで補った。作画監督は大貫健一、動画作監は佐久間清明の南町奉行所（当時）コンビ。
作画陣は大畑が集めた、作監の大貫をはじめ佐野浩敏、大張正己、羽原信義ほか現在もビッグネームの一線級アニメーターが多数結集した作品である。日本での発売当時はセールス的には大きな成功は納めず、OVAからTVアニメシリーズへと展開するはずだった「ビリオンバスターシリーズ」構想はOVA1本限りで頓挫したものの、1992年にアメリカで発売されたCentral Park Media版が大ヒット、Central Park Media社の出資で続編へと繋がっていく。ガイストはCentral Park Media社のレーベルロゴにも採用された。

### 完璧版
1995年にリリース、1986年にリリースされたオリジナル版にはないプロローグとエピローグを新たに製作。

### M.D.ガイスト2 DEATH FORCE
一作目の完璧版に合わせて1995年にリリース。日本コロムビアとCentral Park Media社の共同制作であり、「日米共同制作」と宣伝された。

### M.D. Geist: Ground Zero
大畑晃一とアメリカ人イラストレーターTim Eldredの共作。『装鬼兵M.D.ガイスト』の前日談を描いたコミックスだが、日本未発売。大畑晃一の手により、日本では頓挫したビリオンバスター構想の一部が組み込まれている。DVD（日本未発売）にも特典として収録されている。

## 日本国外での公開
1997年、ブラジルのU.S. Mangaで放送された。

### アメリカ合衆国での公開
1992年にCentral Park MediaがVHS版をリリースして大ヒット。1996年には初代の再編集版と第2作が『MD Geist Director's Cut & Deathforce』としてVHSでリリースされた。『Deathforce』もビルボード（1996年8月31日付）39位と日本のアニメ作品としては大ヒットと言えるが、その前週にビルボード1位となった『Ghost in The Shell』（攻殻機動隊）の影に隠れる形とはなった。2002年には『Cybernetics Guardian』（聖獣機サイガード）『Genocyber』(ジェノサイバー)とともに初代と続編が『Mecha Masters Explosive Anime Classics』として収録されDVDでリリースされているなど、アメリカではサイガードやジェノサイバーと並ぶ日本のメカアニメの古典と位置付けられている。
Central Park Mediaの業務停止もあり、2009年にはADVフィルムがライセンスを取得して再びDVDをリリースしている。また、マンガ・エンタテインメントより、北米のiTunesやHuluなどでも配信されており、北米のiTunesではTV-MA指定されている。

## あらすじ

### 装鬼兵MDガイスト
惑星ジュラ。地球政府に統治されているこの星では、政府軍であるジュラ正規軍と、反抗する新世代人類ネグスローム軍との戦いが泥沼の様相を呈していた。
M・D(Most Dangerous Soldier)であるガイストは、あまりにも戦い方が凶暴な為、ジュラ世紀843年に衛星幽閉された。しかし、彼の乗った人工衛星が故障の為、地表に落下。ガイストが野に解き放たれた。

### M.D.ガイスト2 DEATH FORCE
ガイストがデス・フォースを発動させて、ジュラ星全域に散っていたデス・フォースの群れを一箇所に呼び集め率いていたことにより、わずかに生き残った人類が協力して生きていかざるを得ないほどジュラは荒れていた。
そこへクラウザーという英雄が現れ、人々は救われたかと思ったが、ガイストも復活した。クラウザーに囲われていたパイアは二人の戦いに巻き込まれることになった。

## 登場人物
声の出演は変更がある場合は、1986年度版／完璧版以降の順に表記
ガイスト声 - 若本紀昭／中多和宏
M・D（Most Dangerous Soldier）ガイスト。金髪碧眼の無口な男。元正規軍特殊部隊所属。バイオクロン原理により常人を遥かに越えた戦闘能力を有する。
戦いそのものを『最高の楽しみであり、ゲーム』であると考え、その楽しみのためにどれほどの犠牲が出ても一顧だにしない程の狂気の持ち主でもあり、敵のみならず味方からも恐れられた。あまりにも戦い方が凶暴であり、かつ最も危険な存在とされ、ジュラ世紀843年、衛星に幽閉された。しかし、衛星が故障して墜落した。最終的には、熾烈な死闘を味わいたい一心でデスフォースを故意に発動させた。
戦闘時は黒い鎧を身にまとう。
「MDガイスト2 DEATH FORCE」では、イグルに左目を改造してもらった後、クラウザーのところへ向かった。最終的にはクラウザーを慕う少年ともども腹を貫かれたが、ガイストの生死ははっきりせず、最後のガイストの兜が炎の中で燃えているシーンではいつでも炎の中から蘇るような感じで締めくくられている。
タグナンバーは「M.D.-02」。
パイア声 - 平野文／松本梨香
ゴレムの愛人で、暴走族のサブリーダー。ゴレム亡き後、ガイストに取り入り一儲けしようとするも、ガイストがデスフォースを発動させたことで、町諸共それまでの生活を失ってしまう。
MDガイスト2では、髪が伸びた状態で登場し、ポールとともにデスフォースに追われていたところをクラウザーに助けられ、その美貌を見初められた。しかし、クラウザーを見た途端、トラウマじみた憎悪に駆られてパニックを起こす。その後、幽閉されるがイグルに助け出され、生き延びた。
クルツ声 - 野島昭生／石塚運昇
陸上戦艦ノアガルドスの艦長。部下思いで優秀な正規軍大佐だが、実は軍の高官としてガイストの高い戦闘能力と狂気じみた性格を知悉しており、優秀ではあっても国家のためにならない危険人物として人工衛星に閉じこめた首謀者でもある。
ゴレム声 - 渡部猛／江川央生
暴走族のリーダー。その怪力で町を我が物顔で歩くが、ガイストに殺されてしまう。
マッシュ声 - 鈴置洋孝／関智一
ゴレム・パイアに続く実力者。動きが機敏で、戦闘時の判断力・身のこなしは超人的。
ギスタ声 - 銀河万丈／長嶝高士
暴走族のナンバー。
ハンス声 - 堀秀行／藤原啓治
ノアガルドスに乗り込む正規軍兵士。ブレイン・バレスで壮絶な戦死を遂げる。
サカモト声 - 龍田直樹／千葉一伸
同じくノアガルドスに乗り組む、日系の正規軍兵士。クルツと共にプログラムDを阻止しようとする。

### MDガイスト2より登場
クラウザー声 - 塩沢兼人
もう一人のMDユニット。タグナンバーは「M.D-01」。
英雄願望の強い男でもあり、その能力を駆使して滅亡寸前の人類を糾合し、ガイストとも対立する。戦闘時は白い鎧を身にまとう。
Dr.ブレストン声 - 納谷六朗
元・正規軍の科学者。クラウザーの製作者だが、クラウザー以外に有用なMDを作れなかったために失脚した。
イグル声 - 辻親八
クラウザーの許にいたサイボーグで、ガイストを捕えるためのおとりとして用いられた。ガイストの左目を改造するという形で、彼に協力した後、パイアを救い生き残った。
ポール
クラウザーに救われて以来彼に憧れていた少年。最終的には追い込まれたガイストに盾として使われた挙句、ガイストもろともにクラウザーに体を貫かれる。

## 用語
M・D・S
Most Dangerous Soldierの略。 バイオクロン原理により生み出された超人兵士。
デス・フォース
最終破壊兵器。『装鬼兵MDガイスト』終盤でガイストが起動させ、『MDガイスト2』では人類を惨殺していった。しかし、その後爆弾の爆発により多くのデス・フォースが破壊されていった。
バイオクロン原理

## スタッフ
- 原案・メカデザイン：大畑晃一
- 監督：池田はやと（1986年度版） - 名義のみ、実質の監督は大畑
- 演出：根岸弘（1986年度版）、ひろしまひでき(完璧版以降)
- 脚本：三条陸
- キャラクターデザイン：二宮常雄
- 作画監督：大貫健一（1986年度版）
- 動画検査：佐久間清明（1986年度版）
- 原画：田村英樹、佐野浩敏、山崎理、靏山修、山下将仁、寺東克己、工藤柾輝、神志那弘志、芥川義明、高見明男、合田浩章、大張正己、上妻晋作、羽原信義ほか
- 色彩設計：別所英彦（1986年度版）
- 音楽：高橋洋一（1986年度版）、大内義昭（MDガイスト2～DEATH FORCE～）
- 製作：プロダクションウェイブ（1986年度版）、ゼロ・ジー・ルーム（完璧版）

## 主題歌
1986年度版
- 「非情のソルジャー」
  - 作詞：竜真知子、作曲：岸正之、歌：影山ヒロノブ
- 「炎のバイオレンス」
  - 作詞：竜真知子、作曲：岸正之、歌：影山ヒロノブ

DEATH FORCE
- 「欲望の果て Answer again」
  - 作詞・作曲・歌：大内義昭